# Hubert S. Martin
Hubert Stanley Martin (* 12. August 1879; † 17. November 1938) war ein britischer Diplomat. Er wurde vor allem bekannt als eine Führungsfigur in der Anfangszeit der Pfadfinderbewegung.

## Leben und Tätigkeit
Martin war ein Sohn des Ernest Martin, eines Berufsoffiziers. Er wurde am King’s College in London ausgebildet. Anschließend trat er in den britischen Staatsdienst ein: Am 8. Februar 1898 bestand er die Prüfung für die Aufnahme in den Staatsdienst. Am 31. Juli 1898 wurde er beim Foreign Office, dem britischen Außenministerium, eingewiesen. Am 1. Mai 1903 wurde er zum Passbeamten (Passport Clerk) und am 1. Juli 1909 zum unteren Stabsbeamten (Minor Staff Officer) ernannt.
Parallel zu seiner Tätigkeit im Außenministerium begann Martin sich während der 1900er Jahre in der Pfadfinderbewegung zu betätigen: 1909 bildete er eine Pfadfindergruppe in London. Später übernahm er ehrenamtliche Aufgaben in der Boy Scouts Association.
Anlässlich der Krönung von George V. im Jahr 1911 war Martin an der Organisation des Empfangs der zu der Krönung angereisten Gesandten aus orientalischen Staaten beteiligt.
Am 1. April 1914 wurde Martin zum Stabsoffizier, im März 1915 zum Leiter der Passabteilung im britischen Außenministerium ernannt. In dieser Stellung erhielt er am 5. Dezember 1916 den Rang eines Chief Passport Officer.
Von 1920 bis zum 11. Februar 1938 amtierte Martin als erster Direktor der Internationalen Pfadfinderbüros (Boy Scouts International Bureau). Diesen Posten nahm er zunächst ehrenamtlich und später hauptberuflich ein. Unter seiner Ägide wurde das erste Büro der Organisation eingerichtet (dieses befand sich in der Buckingham Palace Road 25 in London). Nach seinem Tod im Jahr 1938 teilte die Zentrale der Pfadfinderbewegung der Presse mit, dass Martin neben Robert Baden-Powell „der bekannteste Pfadfinder der Welt“ gewesen sei („next to Lord Baden-Powell the best known Scout in the world“).
Aufgrund seiner völkerverständigenden Tätigkeit in der Pfadfinderbewegung wurde Martin von den Überwachungsorganen des NS-Staates als Staatsfeind eingestuft: Im Frühjahr 1940 setzte das Reichssicherheitshauptamt in Berlin (das von seinem Tod im November 1938 noch keine Kenntnis erlangt hatte) ihn auf die Sonderfahndungsliste G.B., ein Verzeichnis von Personen, die im Falle einer erfolgreichen Invasion der britischen Inseln durch die deutsche Wehrmacht von den Invasionstruppen nachfolgenden Sonderkommandos der SS mit besonderer Priorität ausfindig gemacht und verhaftet werden sollten. Dazu, dass Martin zur Zielperson der mit der Verfolgung politischer Gegner des NS-Staates betrauten Stellen wurde, trug auch bei, dass er von einigen deutschen Staatsstellen (irrtümlich) als Halbjude angesehen wurde.

## Ehrungen
Martin wurde 1902 und 1911 anlässlich der Krönungen von Eduard VIII und George V. mit der Krönungmedaille ausgezeichnet.
1918 wurde Martin Officer des Order of the British Empire (OBE) und 1920 Commander des Order of the British Empire (CBE) in Anerkennung seiner Leistungen während des Weltkriegs. 1934 wurde er zum Commander des Royal Victorian Order (CVO) ernannt.
1937 wurde Martin vom Internationalen Ausschuss der Pfadfinderbewegung mit dem Brozenen Wolf für außerordentliche Verdienste um die Pfadfinderei geehrt.

## Schriften
- Scouting in Other Lands, 1926.